# محمد دیاکیته
محمد دیاکیته (انگلیسی: Mohamed Diakité؛ زادهٔ ۱۰ ژوئیهٔ ۱۹۵۸) دونده سرعت اهل گینه بود.